# Репеле (Виченца)
Репеле је насеље у Италији у округу Виченца, региону Венето.
Према процени из 2011. у насељу је живело 79 становника. Насеље се налази на надморској висини од 502 м.